# (31642) Soyounchoi
1999 GX36 (asteroide 31642) é um asteroide da cintura principal. Possui uma excentricidade de 0.14303910 e uma inclinação de 1.39586º.
Este asteroide foi descoberto no dia 14 de abril de 1999 por LINEAR em Socorro.